# Ajn Talut
Ajn Talut (arab. عين تالوت; fr. Aïn Tallout)  – jedna z 53 gmin w prowincji Tilimsan, w Algierii, znajdująca się we wschodniej części prowincji, około 19 km na wschód od Tilimsan. W 2008 roku gminę zamieszkiwało 10286 osób. Numer statystyczny gminy w Office National des Statistiques d'Algérie to 1303.